# León Tornicio Contoleón
León Tornicio Contoleón (en latín: Tornicius Condoleo; en italiano: Tornichio) fue catapán de Italia de mayo a septiembre de 1017. 
Antes de pasar a Italia, León Tornicio fue el estratego de Cefalonia. Como estratego, acompañó al catapán Basilio Mesardonites a Apulia en 1011, hasta la pacificación de la revuelta lombarda. 
Cuando Basilio murió en el año 1016, León fue designado para reemplazarle, pasando a Italia en mayo del año siguiente. Por esa época, el lombardo Melo de Bari volvió a sublevarse, esta vez con la ayuda de una banda de mercenarios normandos liderada por los Drengot. León Tornikio envió a su general León Pasiano contra él y los dos ejércitos se encontraron en Arenula, a orillas del río Fortore. El resultado de esta primera batalla es controvertido: resultó indecisa según el cronista Guillermo de Apulia o fue una victoria para Melo según Leo de Ostia. El catapán León Tornikio tomó entonces el mando en persona, y condujo a su ejército hacia un segundo encuentro, cerca de Civita. Esta segunda batalla, donde murió el general bizantino León Pasiano, fue una victoria para Melo, aunque Lope Protospatario y el cronista anónimo de Bari hablan de derrota. Una tercera batalla, ya definitivamente una victoria de Melo, tuvo lugar en Vaccaricia, tras la cual toda la región entre el Fortore y el puerto de Trani quedó en manos de Melo. Para septiembre, León Tornicio Contoleón fue relevado de su cargo en favor de Basilio Boioanes, que llegó al sur de Italia en diciembre de 1017. 